# Квемо-Шарахеви
Квемо-Шарахеви (груз. ქვემო შარახევი) — село в Грузии, на территории Тианетского муниципалитета края (мхаре) Мцхета-Мтианети.

## География
Село находится в центральной части Грузии, на правом берегу реки Шарахеули (левый приток реки Пшавская Арагви), на расстоянии приблизительно 13 километров (по прямой) к северо-западу от посёлка городского типа Тианети, административного центра муниципалитета. Абсолютная высота — 1000 метров над уровнем моря.

## Население
По результатам официальной переписи населения 2014 года в Квемо-Шарахеви проживало 19 человек (8 мужчин и 11 женщин). В национальной структуре населения грузины составляли 100 %.
| Год  | Население, человек |
| ---- | ------------------ |
| 2002 | 41                 |
| 2014 | ↘ 19               |